# (35130) 1992 LQ
(35130) 1992 LQ là một tiểu hành tinh vành đai chính. Nó được phát hiện bởi Gregory J. Leonard ở Đài thiên văn Palomar ở Quận San Diego, California, ngày 3 tháng 6 năm 1992.